# محمدعلی بنی‌اسدی
محمدعلی بنی‌اسدی (زادهٔ ۵ آذر ۱۳۳۴) نقاش، تصویرگر کتاب و مجسمه‌ساز ایرانی است. او همچنین در رشته‌های کاریکاتور و انیمیشن فعالیت داشته‌است. او عضو هیئت علمی دانشکدهٔ هنرهای تجسمی پردیس هنرهای زیبای دانشگاه تهران و از اعضای هیئت مؤسس انجمن تصویرگران کتاب کودک و نوجوان و رئیس هیئت مدیرهٔ نخستین دورهٔ آن بوده است. به پاس چند دهه فعالیت در زمینهٔ تصویرگری کتاب کودکان، وی در سال ۲۰۱۲ به عنوان یکی از پنج تصویرگر بزرگ جهان نامزد فینالیست جایزهٔ هانس کریستیان آندرسن موسوم به نوبل کوچک و همچنین از سال ۲۰۱۳ چهار سال پیاپی نامزد جایزهٔ آسترید لیندگرن شد.

## شروع فعالیت و تحصیلات
بنی‌اسدی پس از پایان دبیرستان در سمنان، برای ادامهٔ تحصیل به تهران آمد و سال ۱۳۵۳ از هنرستان کمال‌الملک تهران (منطقهٔ ۱۲) مدرک مجسمه‌سازی گرفت. او که از نوجوانی در سمنان عضو کانون پرورش فکری کودکان و نوجوانان بود، سال ۱۳۵۳ در تهران به عنوان مربی کانون استخدام و تا ۱۳۵۹ در کانون پرورش فکری وحیدیهٔ تهران‌نو مشغول به کار بود. در کانون از همان سال ۱۳۵۳ تا ۱۳۵۵ دورهٔ انیمیشن دید و مدرک گرفت. دورهٔ کارشناسی نقاشی را در دانشکدهٔ هنرهای زیبای دانشگاه تهران، زیر نظر آموزگارانی ازجمله محسن وزیری‌مقدم، جلال شباهنگی، مارکو گریگوریان و مرتضی ممیز گذراند و در ۱۳۵۹ کمی پیش از انقلاب فرهنگی و تعطیلی دانشگاه‌ها توانست فارغ‌التحصیل شود. او کارشناسی ارشد خود را در ۱۳۸۰ در رشتهٔ تصویرسازی از دانشکدهٔ هنرهای زیبا گرفت.

## تصویرگری
در سالهای دههٔ شصت با توجه به نبود فضا برای گذران زندگی از راه نقاشی، به تصویرگری کتاب و تدریس روی آورد و علاوه بر آن به عنوان تصویرگر با مجله‌هایی مانند باران، کیهان بچه‌ها و سروش کودکان و نوجوانان نیز کار کرد. همین‌طور او سه مرتبه در سال‌های مختلف به تصویرسازی داستان‌های هزار و یک شب پرداخته‌است که نتیجهٔ آن چیزی بیشتر از صد تصویر است. «بادکنک و اسب آبی» اثر محمدرضا شمس، «رنگین‌کمانی که همیشه رخ نمی‌داد» از احمدرضا احمدی، «باغ رنگارنگ و گل‌های قشنگ» از ناصر کشاورز و «پس از عرض سلام» اثر مژگان کلهر و «بانوی هزارقصه» از فریبا کلهر و «پرنده‌ها و آسمان» با نویسندگی فریده فرجام عناوین چند اثر از صد کتابی است که با تصویرگری بنی‌اسدی در سال‌های مختلف چاپ و منتشر شده‌اند.

## نقاشی

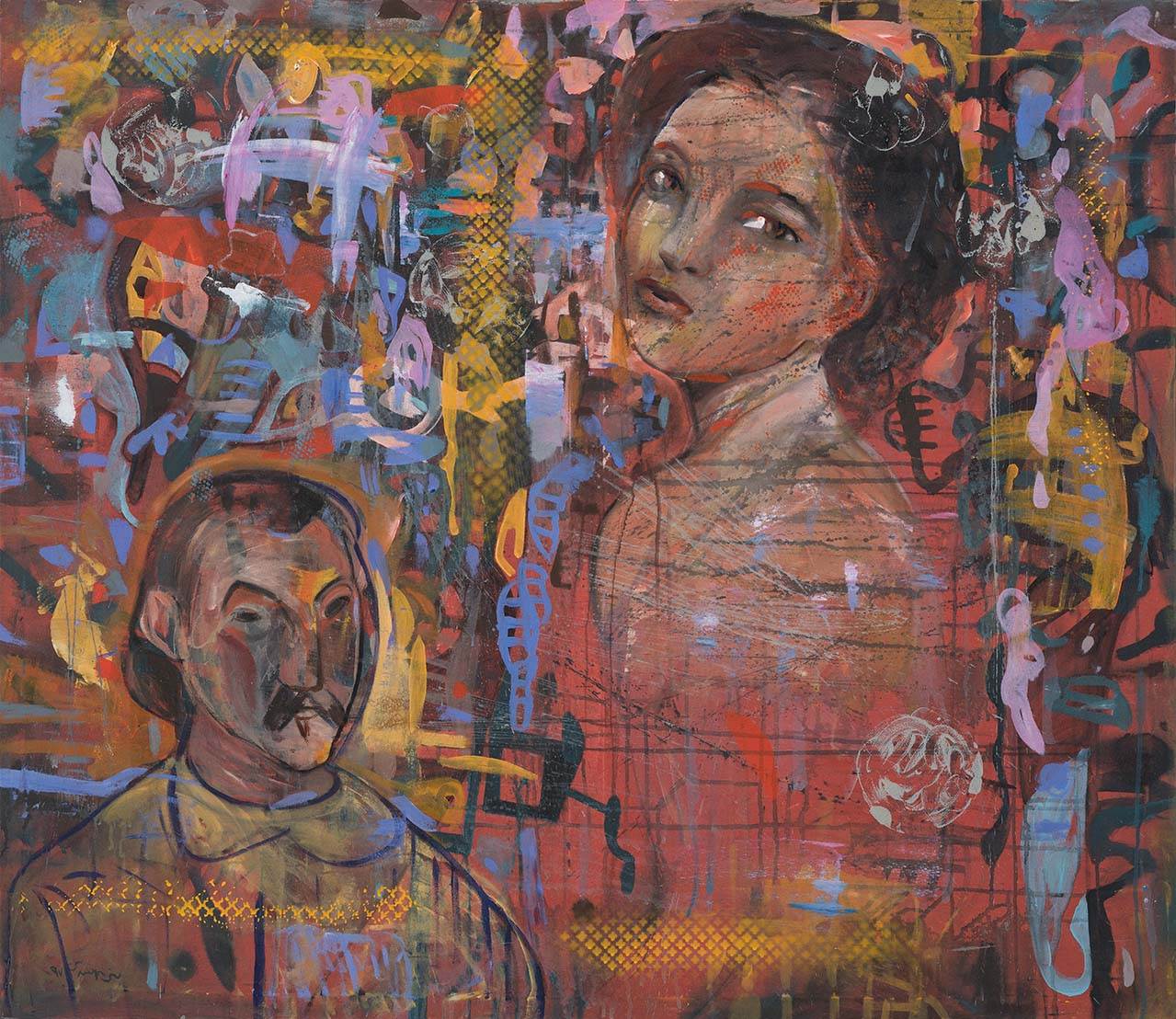
بدون عنوان، اثر محمدعلی بنی‌اسدی، ۲۰۱۸. موزه هنرهای تجسمی معاصر بانک پاسارگاد.

بنی‌اسدی بسیار به فرهنگ تصویری و ادبیات ایرانی وفادار است. او که در سال‌های دهه شصت یکبار به قصد مهاجرت کشور را ترک کرده، اما بازگشته است، مهم‌ترین ویژگی آثارش پیوند با هویت ایرانی است. در چیدمان، کاراکترسازی و رنگ گذاری متأثر از فرهنگ غنی تصویری کشور در دوره‌های مختلف ایران از تمدن کهن تا قاجار است. همچنان که این هنرمند در خلق آثارش، پیوند عمیقی با فرهنگ ایرانی دارد، به دنبال آزمودن فضاهای نو در عرصه هنرهای تجسمی است و در طی مسیر، از توجه به جریان تاریخ هنر غرب بی‌بهره نبوده و درصدد کشف و خلق راه‌های بصری متنوع در آثارش و در نتیجه پاسخ‌دادن به تاریخ هنر بوده‌است.
از دههٔ ۷۰ خورشیدی سوژهٔ غالب نقاشی‌های او ترکیبی از انسان و حیوان بوده است، که بعدها در دههٔ ۸۰ با نوعی خوشنویسی خاص خودش همراه شدند. در دوره‌های اخیر آثارش، انسان‌ها و پرتره‌ها از صورت مثالی دور، و به واقعیت نزدیکتر شده‌اند.
کریم نصر دربارهٔ این هنرمند می‌گوید: «بنی‌اسدی را سال‌هاست که می‌شناسم. در کیهان‌بچه‌ها با او آشنا شدم. بسیاری دیگر را نیز که امروز شناخته شده‌اند، در همان‌جا دیدم، اما بنی‌اسدی چیز دیگری بود: پرشور، درگیر و مغرور. حق هم داشت. بسیار می‌خواند و پرکار بود. تصویرگری و نقاشی را خوب می‌فهمید و تحلیل می‌کرد. اما برای من وجهی از نقاشی‌هایش تا مدت‌ها نامکشوف بود. نمی‌دانستم چطور عناصر بصری‌اش را سازماندهی می‌کند. چیزی در آثارش بود که از محاسبه خارجش می‌کرد، غیر محاسباتی بود. عناصری در کارهایش وارد می‌شوند که نمی‌دانی از کجا آمده‌اند. تا این‌که… تا این‌که به خانه‌اش رفتم. اتاقش انباشته از کتاب، مجله، کاغذ، وسایل نقاشی و خرت و پرت بود و محل حکمرانی او هم جایی وسط همین اشیا. اتاقش به هم ریخته به نظر می‌رسید، اما مطمئن بودم برای یافتن آنچه که در میان انبوه اشیا «گم» شده بود لحظه‌ای وقت صرف نمی‌کرد. به سرعت احضارش می‌کرد و به خدمتش می‌گرفت و این درست مثل نقاشی‌هایش بود.»

## سوابق کاری
- مربی نقاشی و فیلمسازی کارتون در کانون پرورش فکری کودکان و نوجوانان از ۱۳۵۳ تا ۱۳۵۹
- فعالیت و همکاری مطبوعاتی از ۱۳۵۸ تا اواخر دهۀ ۸۰ با روزنامه و مجلات: بامداد، کیهان، آیندگان، ایران، زن، کیهان کاریکاتور، کیهان بچه‌ها، صنعت حمل و نقل، گل آقا، کیان، شباب، پیام فولاد، باران، گلک، سروش کودکان، سروش نوجوان، مجلات رویش و غنچه، کلمه و چندین نشریۀ دیگر
- تصویرگری بیش از صد کتاب کودکان و نوجوانان از ۱۳۶۱ تاکنون
- ساختن چند فیلم انیمیشن کوتاه بر اساس سرودهای کودکانه برای برنامه‌های تلویزیون از ۱۳۶۳ تا ۱۳۶۴
- تدریس طراحی، دکور و تاریخ هنرهای تجسمی در مجتمع هنر، دانشگاه سینما تئاتر از ۱۳۷۱ تا ۱۳۷۴
- تدریس در دانشگاه آزاد اسلامی از ۱۳۷۲ تاکنون
- تدریس در مؤسسه تحقیقات و مطالعات رسانه‌ها از ۱۳۷۵ تا ۱۳۸۳
- عضو هیئت علمی دانشکده پردیس (هنرهای زیبا)، دانشگاه تهران
- تألیف کتاب درسی طراحی۲، همراه با محمود سمندریان، برای وزارت آموزش و پرورش
- عضو شورای کتاب کودک سروش
- عضو مؤسسین و رئیس هیئت مدیره دورهٔ اول انجمن تصویرگران کتاب کودک و نوجوان

## جایزه‌ها

### بین‌المللی و داخلی

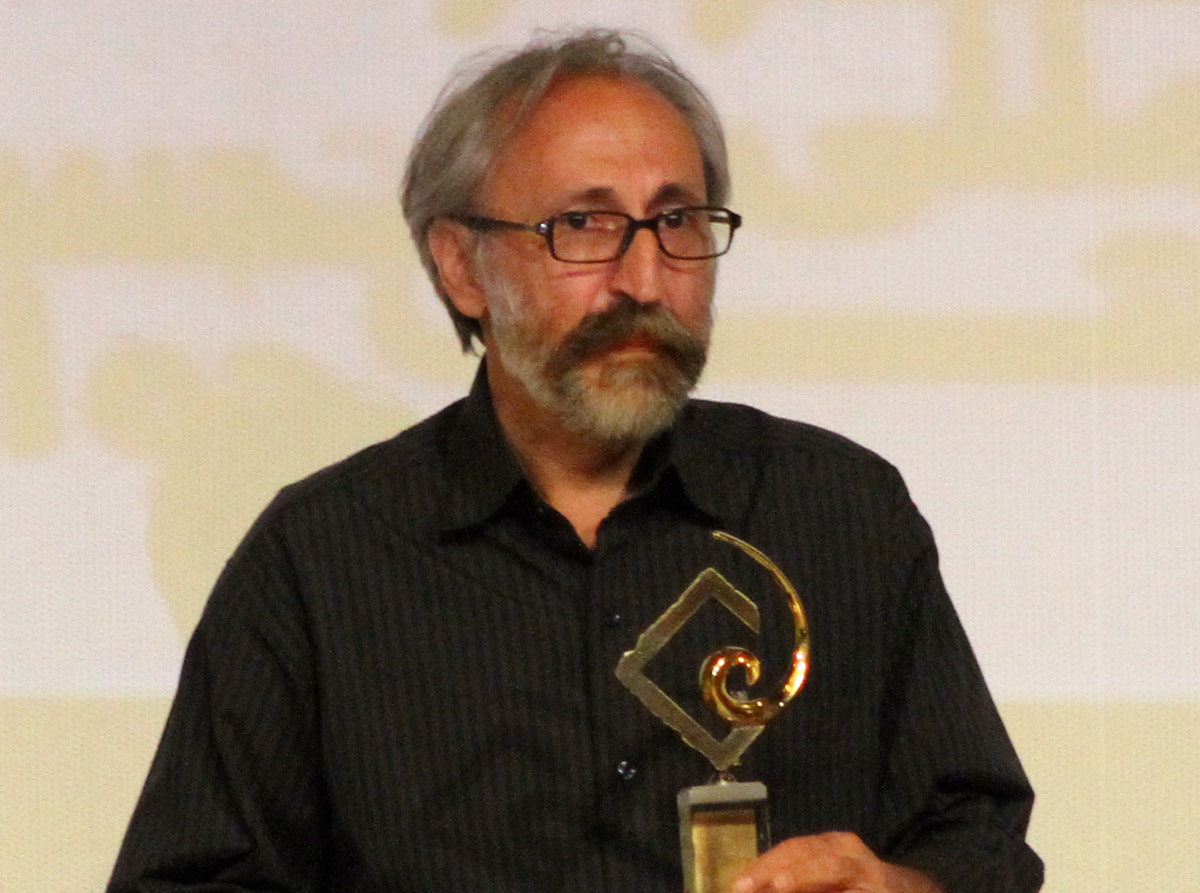
بنی‌اسدی در نوزدهمین جشنواره بین‌المللی هنرهای تجسمی جوانان، گرگان، شهریور ۱۳۹۱

- دیپلم افتخار و مدال جشنوارهٔ کاریکاتور یومیوری شیمبون ژاپن، ۱۳۶۳
- جایزهٔ نقدی سروش از اولین نمایشگاه دوسالانهٔ گرافیک ایران، ۱۳۶۶
- دیپلم افتخار اولین نمایشگاه تصویرگران کتاب کودک ایران، ۱۳۶۸
- دیپلم افتخار نمایشگاه کاریکاتور بوردیرا ایتالیا، ۱۳۶۸
- جایزهٔ ویژهٔ هیئت داوران نمایشگاه کاریکاتور انگله فرانسه، ۱۳۶۸
- تندیس طلا و دیپلم افتخار برای پوستر برگزیده از سومین نمایشگاه دوسالانهٔ گرافیک ایران، ۱۳۷۱ (این اثر به صورت تمبر پستی نیز به چاپ رسید.[۹])
- جایزه دوم جشنوارهٔ گل و گیاه در آثار نقاشان ایران، ۱۳۷۲
- دیپلم افتخار و سکه بهارآزادی به خاطر تلاش خلاقانه و پویا از چهارمین نمایشگاه دوسالانهٔ گرافیک ایران، ۱۳۷۳
- لوح تقدیر از نخستین جشنوارهٔ مطبوعات کودک و نوجوان، ۱۳۷۶
- دیپلم افتخار برای مجموعه آثار از جشنواره مطبوعات کودک و نوجوان، ۱۳۷۸
- جایزه ممتاز از بخش امام علی (ع) نمایشگاه کتاب‌های قرآنی، ۱۳۷۹
- جایزه اول برای تصویرسازی کتاب «خداوند با دوستان خود صمیمی است» از جشنواره نماز، ۱۳۸۴
- تندیس هانس کریستین آندرسن از جشنواره روز جهانی کودک (بزرگداشت هانس کریستین آندرسن)، ۱۳۸۴

## داوری و عضویت در هیئت انتخاب آثار
- چهارمین دوره مسابقات فرهنگی و هنری دانشجویان مراکز آموزش عالی فنی و حرفه‌ای (رشته‌های نقاشی و کاریکاتور) ۱۳۷۶
- پنجمین دوره مسابقات فرهنگی و هنری دانشجویان مراکز آموزش عالی فنی و حرفه‌ای (رشته‌های نقاشی و کاریکاتور) ۱۳۷۶
- مسابقه کاریکاتور آسمان آبی تهران ۱۳۷۶
- مسابقه کاریکاتور بمب اتم مجله گل آقا تهران ۱۳۷۷
- مسابقه کاریکاتور آسیب‌شناسی یک انقلاب، دانشگاه صنعتی شریف تهران ۱۳۷۷
- چهارمین دوسالانه بین‌المللی کاریکاتور تهران ۱۳۷۸
- نهمین جشنواره کتاب کودک و نوجوان (رشته تصویرگری) ۱۳۷۹
- مسابقه بین‌المللی کاریکاتور گفتگوی تمدن‌ها مجله گل آقا، تهران ۱۳۷۹
- پنجمین دوسالانه بین‌المللی کاریکاتور تهران ۱۳۸۰
- پنجمین دوسالانه تصویرگران کتاب کودک ایران ۱۳۸۱
- دومین نمایشگاه بین‌المللی کاریکاتور فلسطینی خانه ندارد ۱۳۸۳
- هفتمین دوسالانه بین‌المللی کاریکاتور تهران ۱۳۸۴
- مسابقه بین‌المللی کاریکاتور کشتیرانی مجله گل آقا، تهران ۱۳۸۴
- دومین دوسالانه نقاشی دامون‌فر، تهران ۱۳۸۷

## نمایشگاه‌ها
- نمایشگاه نقاشی، آتلیه مرحوم ایرج زند، تهران، ۱۳۶۴
- نمایشگاه نقاشی، گالری نشر نقره، تهران، ۱۳۶۵
- نمایشگاه نقاشی، گالری افرند، تهران ۱۳۷۲
- نمایشگاه نقاشی، گالری گلستان، تهران ۱۳۷۲
- نمایشگاه نقاشی، گالری الهه، ۱۳۷۹
- نمایشگاه نقاشی، گالری آریا، ۱۳۸۰
- نمایشگاه نقاشی، گالری آتبین، ۱۳۸۳
- نمایشگاه نقاشی و طراحی، نگارخانه سعدآباد، ۱۳۸۳
- نمایشگاه مجسمه، نقاشی و طراحی، نگارخانه ممیز خانه هنرمندان ایران، ۱۳۸۴
- نمایشگاه نقاشی، گالری هما، ۱۳۸۷[۱۰]
- نمایشگاه دونفرهٔ طراحی همراه با توکا نیستانی، گالری ماه‌مهر، تهران، ۱۳۸۸[۱۱]
- نمایشگاه نقاشی با عنوان «کمی آن سوتر»، فرهنگسرای ارسباران، ۱۳۹۴[۱۲]
- نمایشگاه نقاشی با عنوان «یکی از همین شب‌ها» با موضوع داستان هزارویک‌شب، گالری طراحان آزاد، اسفند ۱۳۹۴[۱۳]
- نمایشگاه نقاشی «رنگ رخساره»، گالری ساربان، آبان، ۱۳۹۶[۱۴]
- نمایشگاه گروهی بیش از نود نفر از هنرمندان نامدار پیشکسوت، هنرمندانی نظیر ایران درودی، علی فرامرزی، حسین محجوبی، حسین نوری، ناصر هوشمند وزیری و حسن ارژنگ‌نژاد، فرهنگسرای نیاوران، آبان ۱۳۹۸[۱۵]
- نمایشگاه مجسمه با عنوان «مروری بر مجسمه‌های محمدعلی بنی‌اسدی»، گالری ثالث، تهران، تیر ۱۴۰۲[۱۶][۱۷]
- نمایشگاه گروهی نقاشی «گذر از مدرنیسم» در گالری اکس هما، شهریور ۱۴۰۲[۱۸]

- نمایشگاه نقاشی، «خواب‌ها» گالری اُ، خرداد ۱۴۰۳ [۱۹]